# Канале-Монтерано
Канале-Монтерано (итал. Canale Monterano) — коммуна в Италии, располагается в области Лацио, подчиняется административному центру Рим.
Население составляет 3750 человек, плотность населения составляет 104 чел./км². Занимает площадь 36 км². Почтовый индекс — 060. Телефонный код — 06.
Покровителем коммуны почитается святой апостол Варфоломей, празднование 24 августа, и святая Калеподия.